# Bernat de Puigcercós
Bernat de Puigcercós (O.P.) (...Gerona - 1342) fue un dominico catalán que vivió en el siglo XIV. Fue Inquisidor general de la Corona de Aragón.

## Obra
Nos ha llegado de él un pequeño tratado en latín llamado Quaestio disputata de licitudine contractus emptionis et venditionis censualis cum conditione revenditionis (Cuestión disputada sobre la licitud del contrato de compraventa de censales con condición de reventa). Esta obra fue transcrita y editada por Josep Hernando i Delgado a partir del manuscrito nº 42 del Monasterio de Sant Cugat del Vallès, que se encuentra en el Archivo de la Corona de Aragón. En este tratado defiende la licitud de los censales y de los violarios, que serían los derechos a percibir una renta a cambio de una cantidad de dinero, otro tema muy debatido en la canonística medieval.
Esta obrita influyó decisivamente en la postura favorable del franciscano Francesc Eiximenis respecto a la licitud de los censales y violarios en su Tractat d'usura (Tratado de usura).